# Isognathus
Isognathus é um gênero de mariposa pertencente à família Bombycidae.

## Espécies[2]
- Isognathus allamandae (Clark, 1920)
- Isognathus australis (Clark, 1917)
- Isognathus caricae (Linnaeus, 1758)
- Isognathus excelsior (Boisduval, 1875)
- Isognathus leachii (Swainson, 1823)
- Isognathus menechus (Boisduval, 1875)
- Isognathus mossi (Clark, 1919)
- Isognathus occidentalis (Clark, 1929)
- Isognathus rimosa (Grote, 1865)
- Isognathus scyron (Cramer, 1780)
- Isognathus swainsonii (Felder & Felder, 1862)

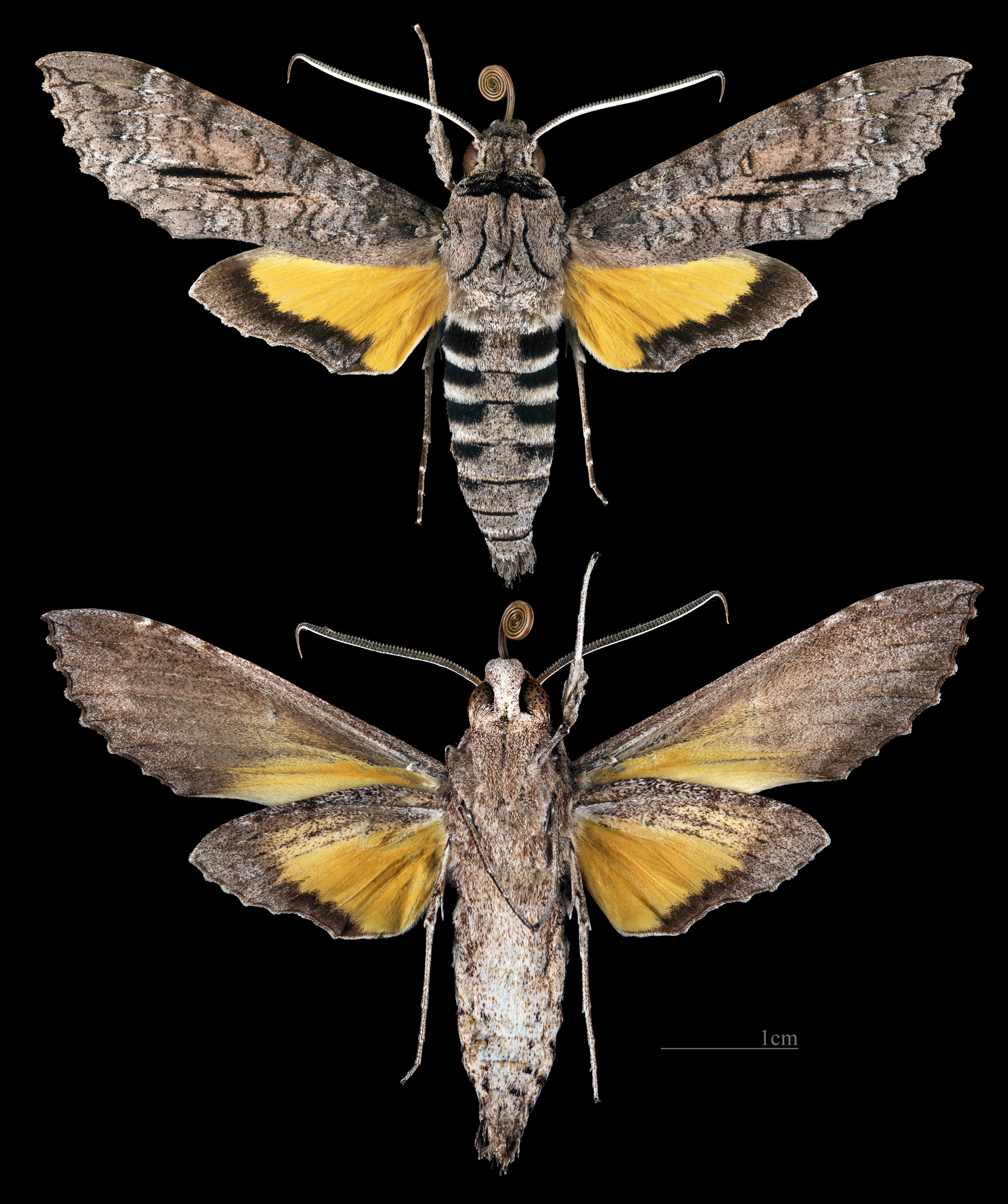
Isognathus allamandae
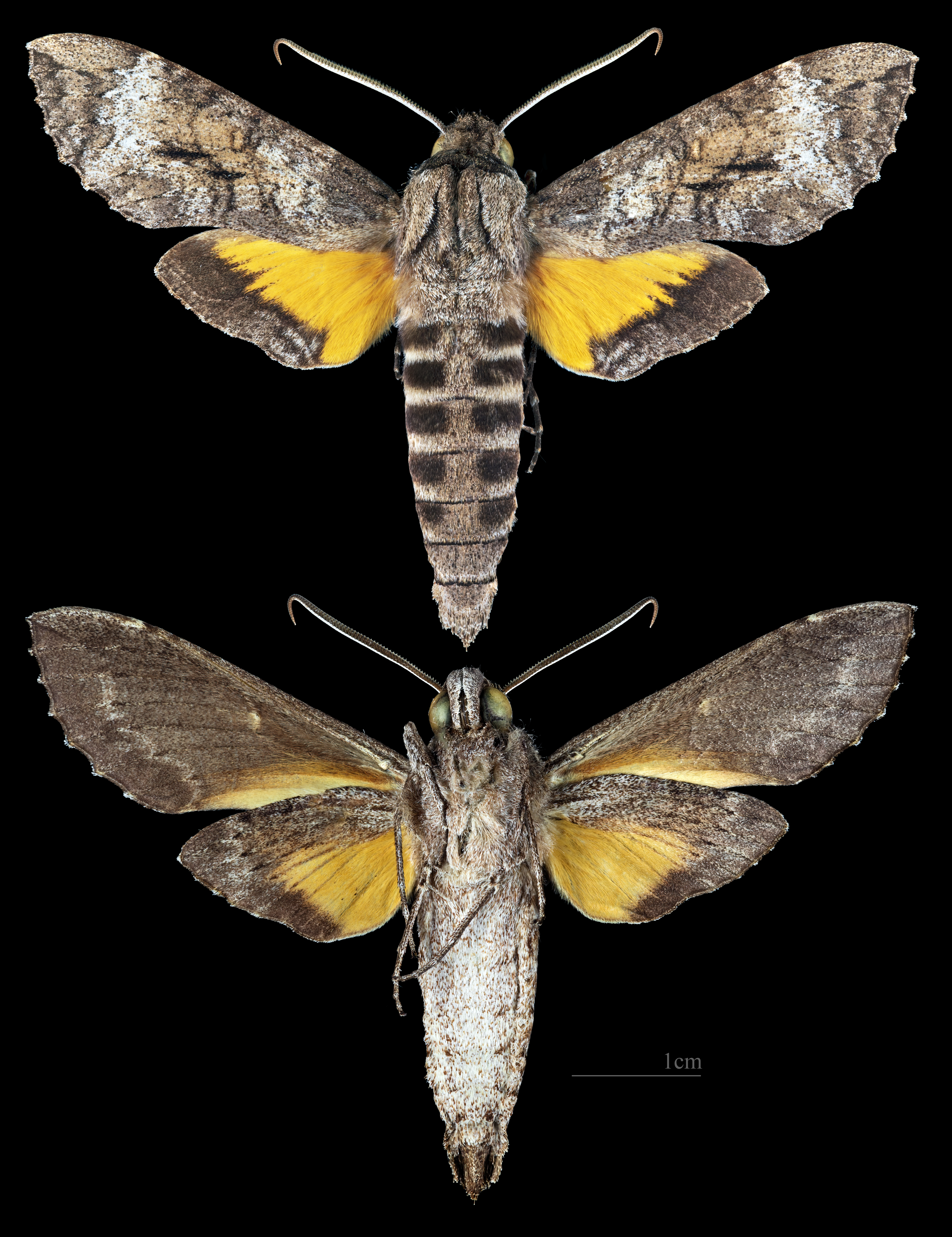
Isognathus australis
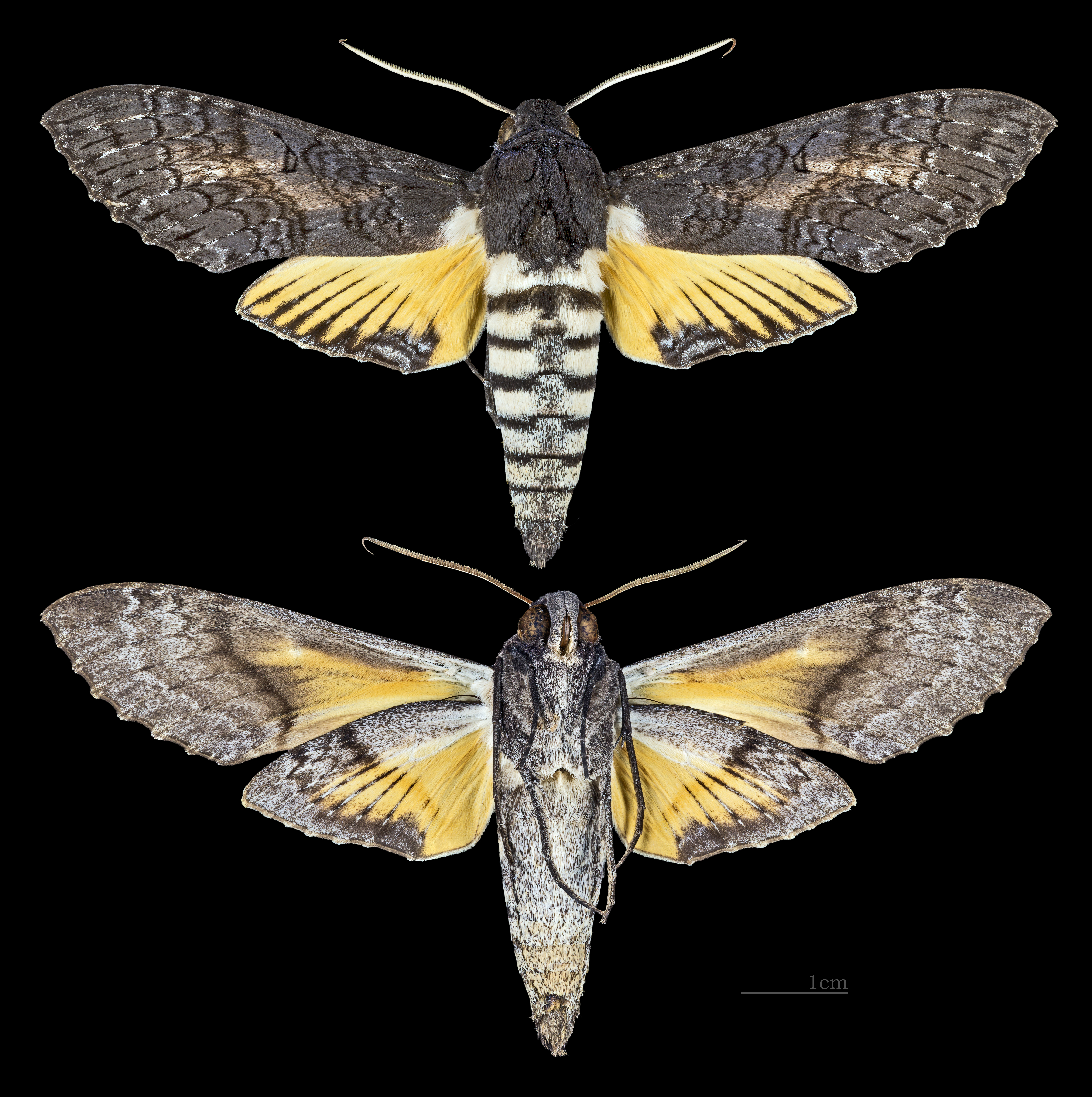
Isognathus caricae
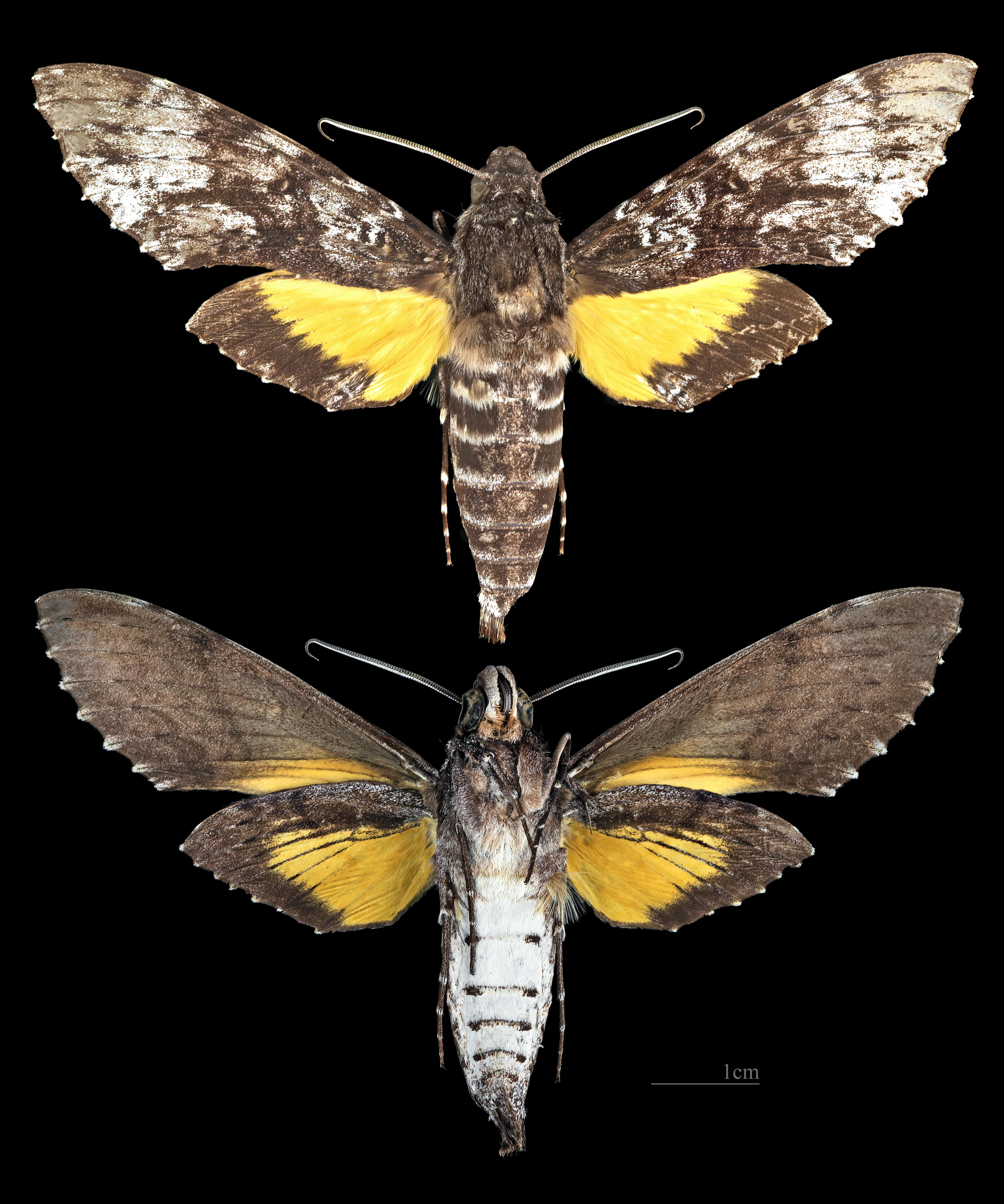
Isognathus excelsior
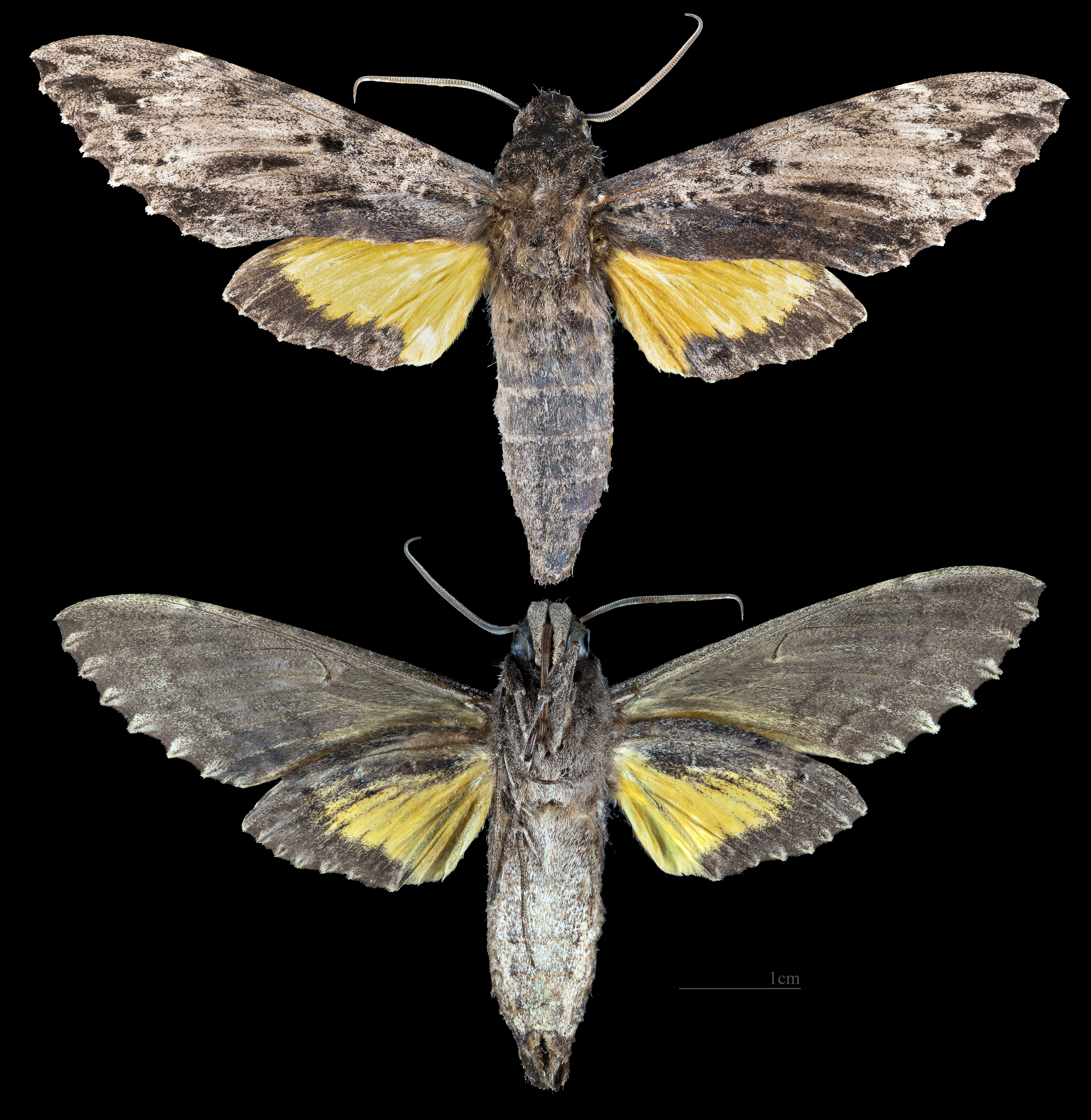
Isognathus leachii
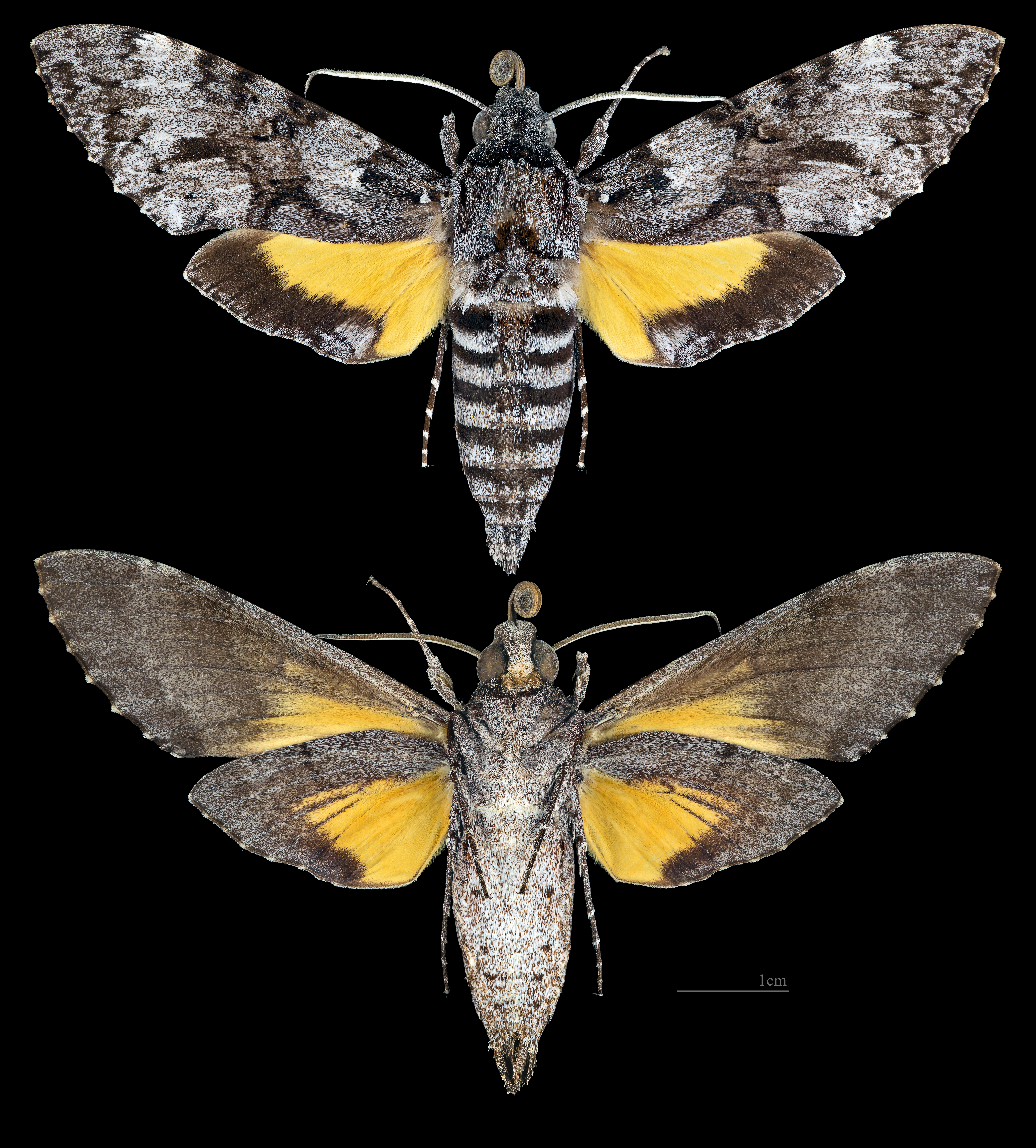
Isognathus menechus
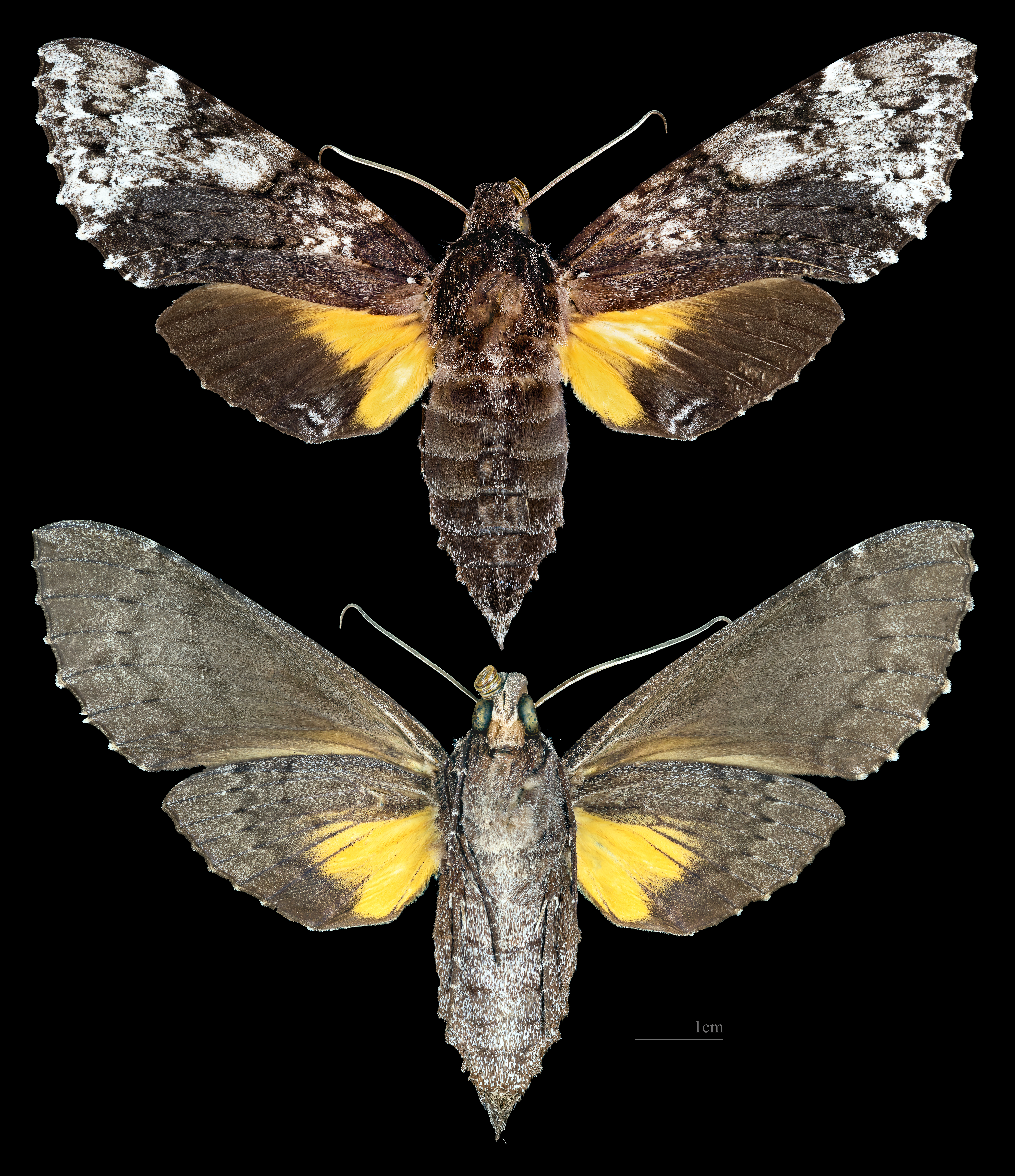
Isognathus occidentalis
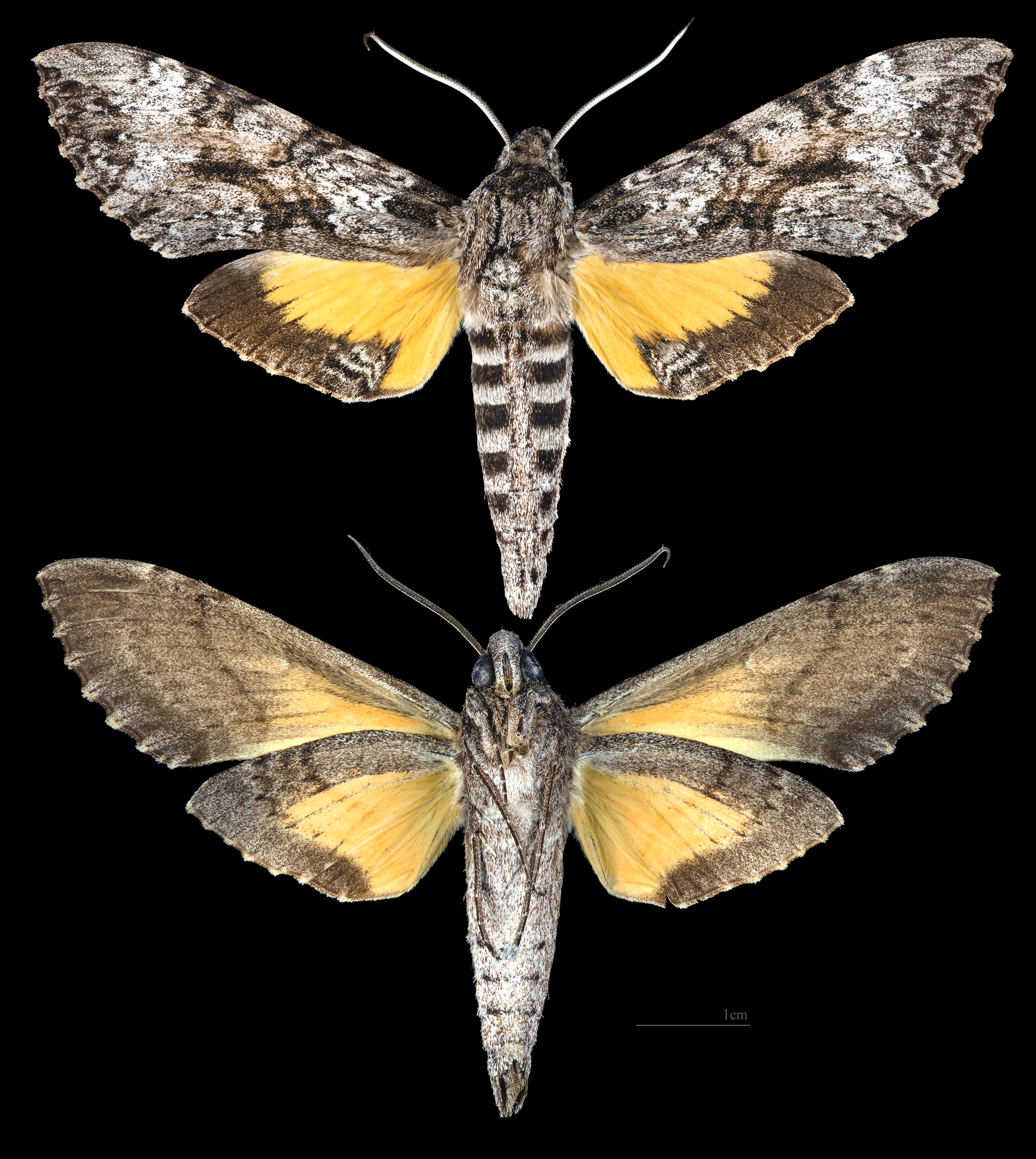
Isognathus rimosa
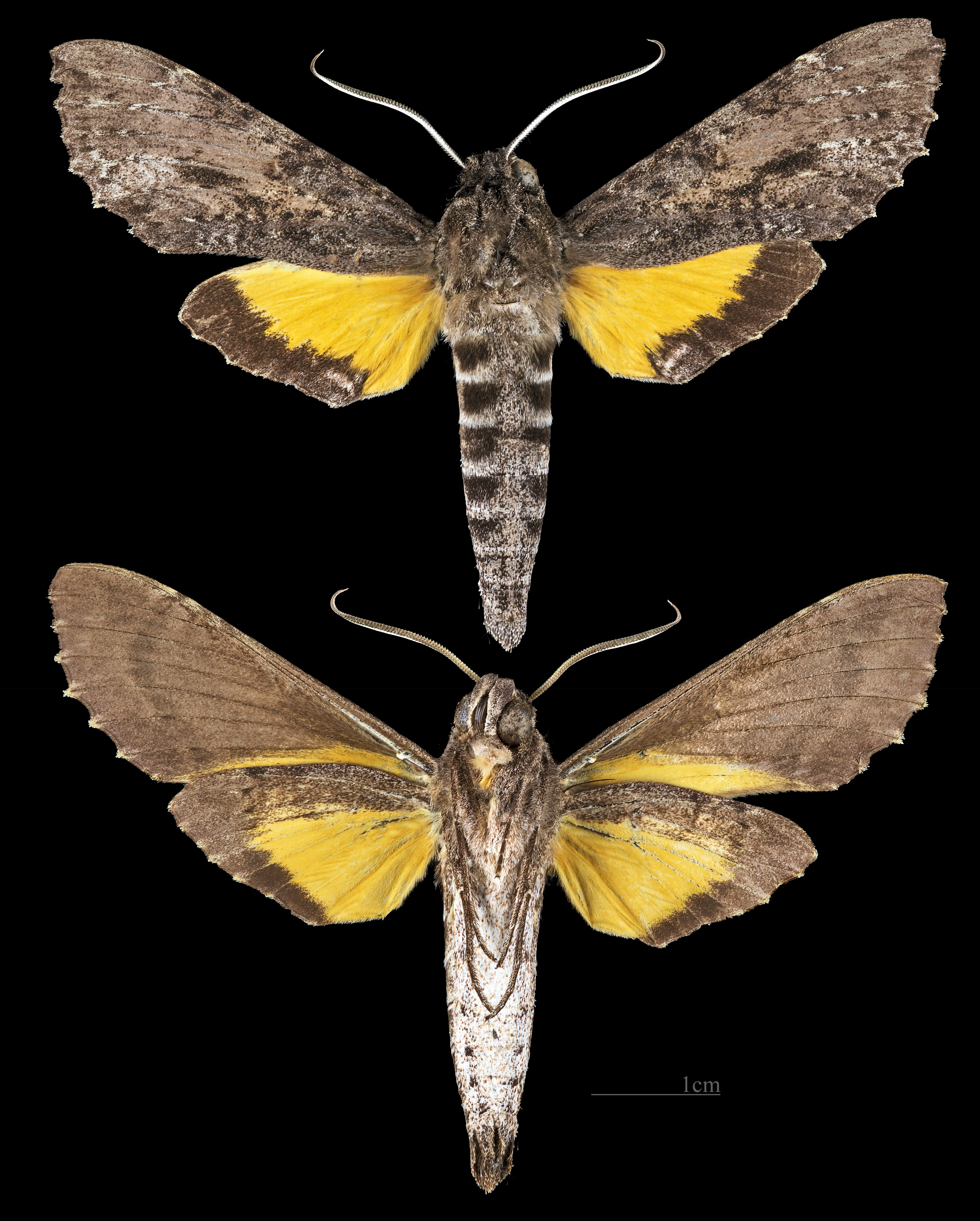
Isognathus scyron
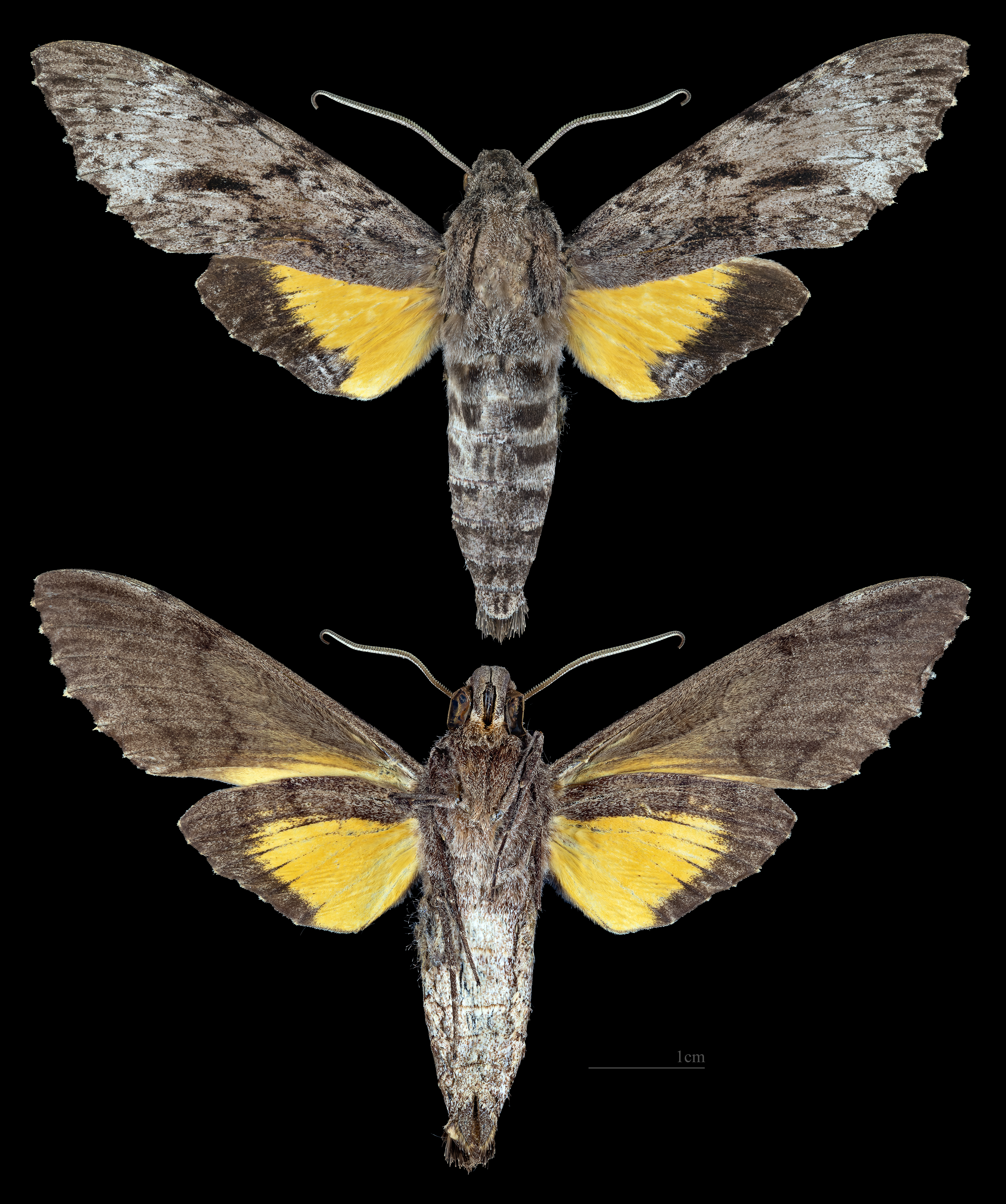
Isognathus swainsonii